# John Williams (arciere)
John Chester Williams (Cranesville, 12 settembre 1953) è un ex arciere statunitense.

## Palmarès
- Giochi olimpici

Monaco di Baviera 1972: oro nell'individuale.
- Mondiali

Valley Forge 1969: argento nell'individuale.
York 1971: oro nell'individuale.
Gorica 1972: oro nell'individuale.